# Robertsfors (đô thị)
Đô thị Robertsfors (Robertsfors kommun) là một đô thị ở hạt Västerbotten, phía bắc Thụy Điển. Đô thị này có diện tích 1298,0 km². Trong số 7307 dân có 3670 nam giới, va 3637 nữ giới. Mật độ dân số là 6 người trên mỗi km².
Thủ phủ là Robertsfors với khoảng 2.000 dân. Hai địa phương khác là Bygdeå, Ånäset.